# Typhlotrechus
Typhlotrechus is een geslacht van kevers uit de familie van de loopkevers (Carabidae). De wetenschappelijke naam van het geslacht is voor het eerst geldig gepubliceerd in 1913 door J. Muhler.

## Soorten
Het geslacht Typhlotrechus omvat de volgende soorten:
- Typhlotrechus bilimekii Sturm, 1847
- Typhlotrechus velebiticus Ganglbauer, 1904